# Kusksu
El kusksu es una sopa típica de la gastronomía de Malta, cuyo ingrediente principal es el kusksu (de ahí su nombre), un tipo de pasta, además de habas o alubias anchas de temporada, y ġbejniet fresco. Aunque se parece al cuscús tanto en el nombre como en apariencia, la pasta kusksu tiende a ser de textura más densa, gruesa (ideal para cocinarse a fuego lento) y menos esponjosa; le aporta a la sopa su distintiva textura cremosa y cálida, por lo que es un plato ideal para servir durante el invierno.

## Origen
Dado su parecido cercano con el cuscús, es probable que el kusksu se haya originado durante la ocupación árabe de Malta. Sin embargo, la evidencia documental relacionada con este período es escasa. Una fuente confiable que data del siglo XVIII hace referencia a la pasta con forma de grano de pimienta, lo que sugiere que la pasta kusksu era un alimento básico en la dieta maltesa.

## Ingredientes

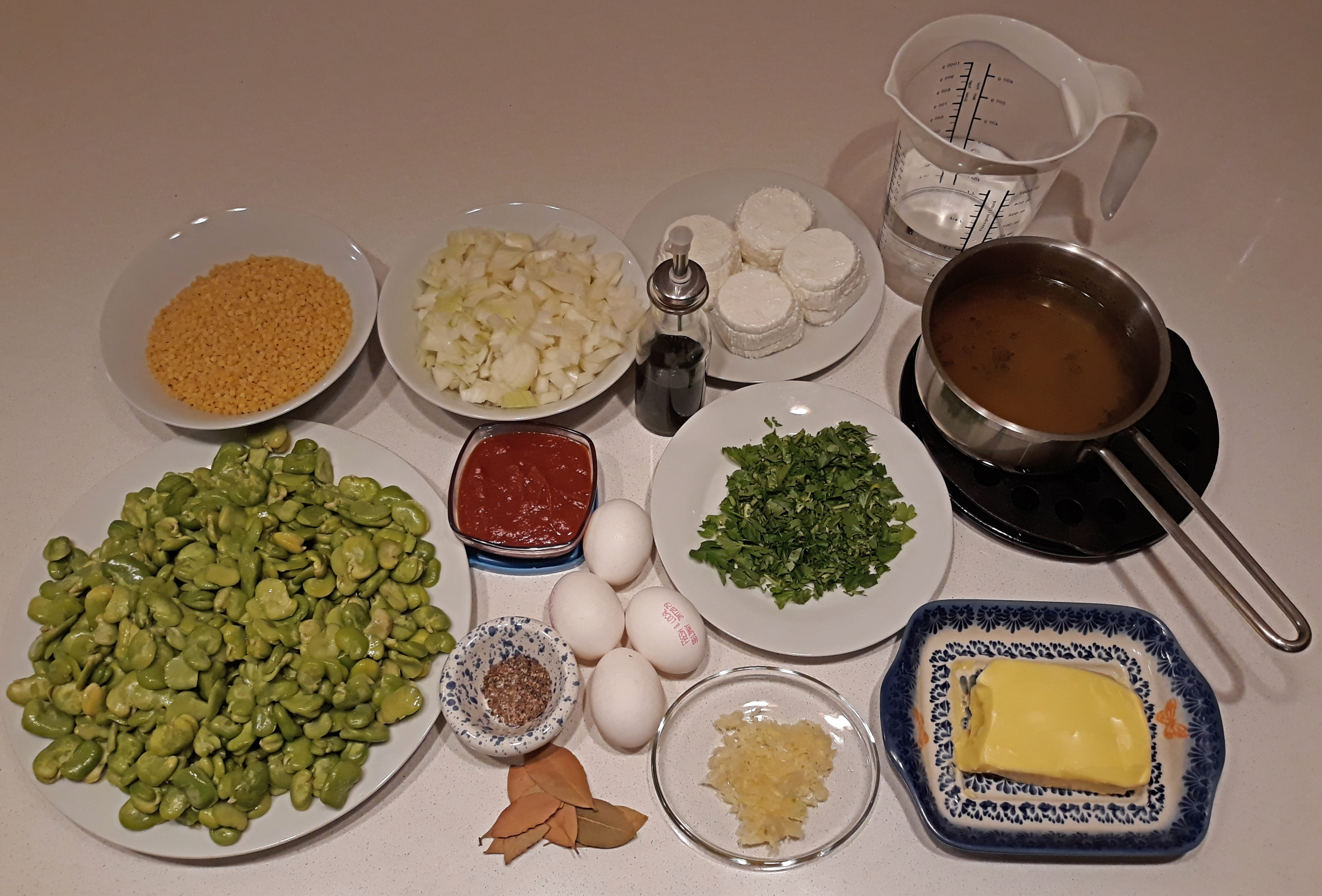
Los principales ingredientes utilizados para la sopa kusksu.

El ingrediente principal utilizado la sopa kusksu es la haba, conocida localmente como ful. Las habas se adaptan bien al clima maltés y pueden volverse invasivas si no se controlan. En Malta, las habas se siembran típicamente en diciembre y se cosechan a principios de la primavera. Su cultivo requiere poco o ningún cuidado, y la mayoría de los agricultores malteses no la riegan. En 2016, la Oficina Nacional de Estadísticas de Malta informó que se vendieron 595 toneladas de habas a través de los mercados oficiales, una cifra que pone en perspectiva por qué algunos lugareños se refieren al ful como el haba «icónica»  o «favorito» de Malta.
Las pequeñas cuentas de pasta, conocidas como kusksu, son otro ingrediente clave. Además de dar nombre a la sopa, esta pasta, que es «un poco más grande que una semilla de cilantro» agrega «una textura fabulosa que no se parece a ninguna otra». La pasta kusksu, que «no debe confundirse con el cuscús», está ampliamente disponible en Malta, sin embargo, este ingrediente clave puede ser difícil de obtener en los mercados internacionales. Si bien existen alternativas, estas no siempre producen los mejores resultados.
Otros ingredientes que se encuentran típicamente en el kusksu incluyen el queso ġbejna maltés fresco, generalmente agregado justo antes de servir; generosas cantidades de cebolla y ajo fritos en aceite de oliva o mantequilla; hojas de laurel; pasta de tomate; huevos que normalmente se escalfan en la sopa, en lugar de hervirse por separado; agua o caldo de verduras; sal y pimienta para sazonar y perejil para decorar.

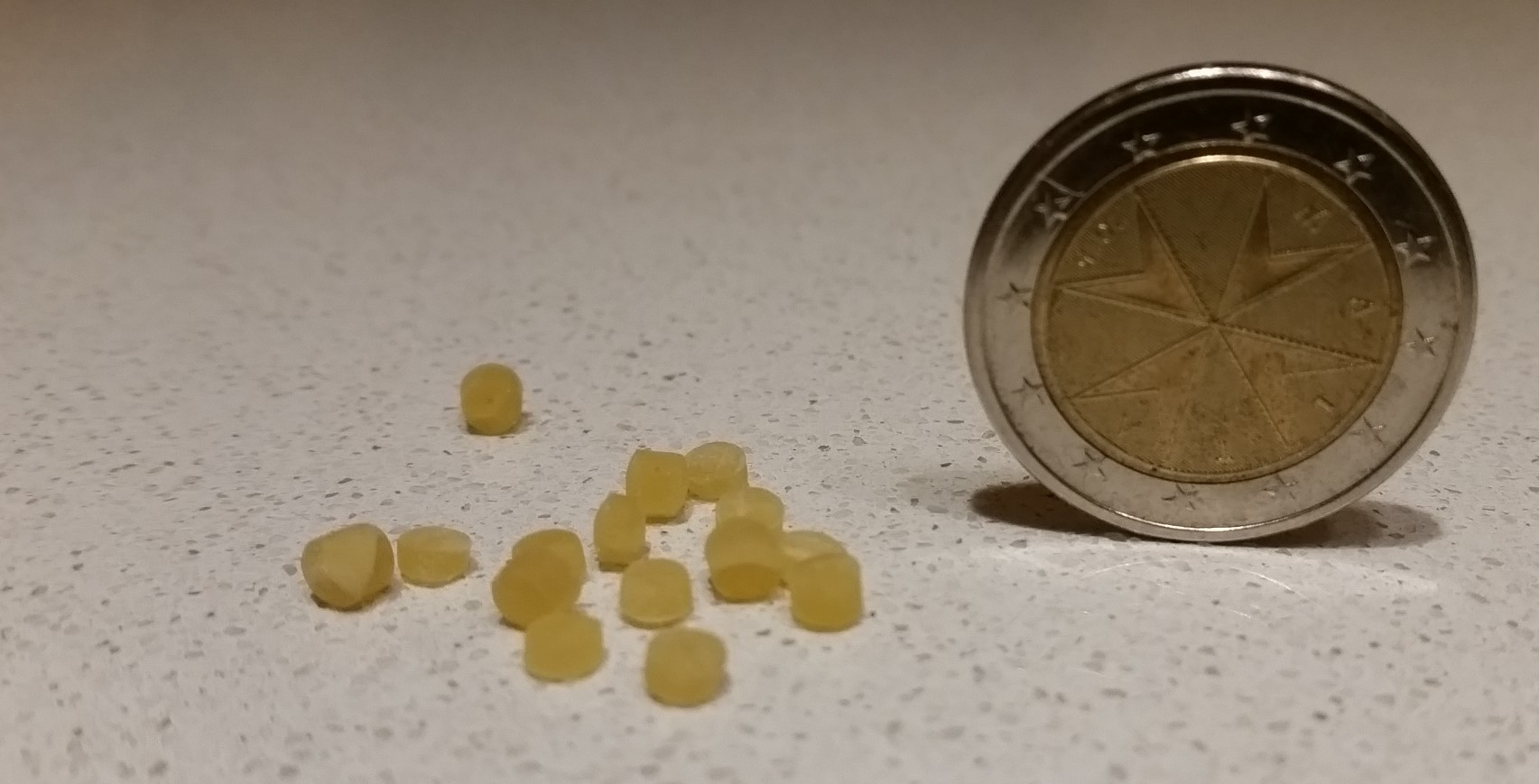
El kusksu, una pasta de cuentas. Comparación en tamaño con una moneda de 2 €.

## Variaciones
Existen múltiples versiones de este popular plato maltés. Algunos incluyen pescado, o también tocino, repollo y/o calabaza.  Sin embargo, se cree que la versión «original» del plato, kusksu bil-ful («kusksu con habas»), tienden a presentar menos ingredientes y más simples que son de temporada. En 2002, MaltaPost emitió una serie de sellos para celebrar la cocina maltesa y se incluyó la versión más tradicional del plato, kusksu bil-ful.